# Pleuridium pappeanum
Pleuridium pappeanum är en bladmossart som beskrevs av Georg Friedrich von Jaeger 1869. Pleuridium pappeanum ingår i släktet sylmossor, och familjen Ditrichaceae. Inga underarter finns listade i Catalogue of Life.